# Emporis
Die Emporis war eine von 2000 bis 2022 verfügbare Gebäudedatenbank für die internationale Immobilienwirtschaft.  

## Geschichte
Im Jahr 2000 wurde die Webpräsenz unter dem Namen Skyscrapers.com gegründet, mit dem Ziel, Informationen zu Wolkenkratzern und Hochhäusern zu sammeln. 2003 wurde die Datenbank auf alle Art von Gebäuden erweitert.
Die Datenbank enthielt nach Angaben des Herausgebers gebäudebezogene Informationen von rund 730.000 Gebäuden mit rund 650.000 Bildern weltweit. Damit war es die umfangreichste öffentliche Quelle für Gebäude-Informationen. Der volle Funktionsumfang war nur für registrierte Kunden zugänglich.
Im November 2020 wurde Emporis von der CoStar Group gekauft. Die Emporis-Webpräsenz wurde abgeschaltet.